# Mjagmardulamyn Nandinceceg
Mjagmardulamyn Nandinceceg (mong. Мягмардуламын Нандинцэцэг; ur. 3 czerwca 1988 w Erdenet) – mongolska bokserka, brązowa medalistka mistrzostw świata, brązowa medalistka igrzysk azjatyckich, srebrna i trzykrotnie brązowa medalistka mistrzostw Azji. Występowała w kategoriach od 48 do 54 kg.
W 2014 roku wzięła udział w igrzyskach azjatyckich, które zostały rozegrane w Inczonie. W rywalizacji do 51 kg zdobyła brązowy medal. W ćwierćfinale wygrała z Lankijką Kaluhathą Erandą De Silvą. W walce o finał przegrał z Żajną Szekierbiekową z Kazachstanu.
Na mistrzostwach świata w 2018 roku w Nowym Delhi zdobyła brązowy medal w kategorii do 54 kg. W ćwierćfinałowej walce pokonała Marokankę Zohrę Ez-Zahraoui 5:0. W półfinale lepsza była Bułgarka Stojka Petrowa, która wygrała 5:0.